# Парнас
Парна́с (греч. Παρνασσός) — горный массив в центральной части Греции, к северу от Коринфского залива. Простирается с северо-запада на юго-восток по территории Беотии, Фокиды и Фтиотиды (Локриды), в Средней Греции, в периферии Центральной Греции. В древности Парнас считался священной горой Аполлона и местопребыванием муз, связанной, подобно Олимпу, Геликону и Китерону, с мифическими сказаниями и известной местонахождением на её южном склоне дельфийского оракула. На протяжении более чем двух тысячелетий упоминается в культуре как символическое местообитание поэтов и, расширительно, вообще деятелей искусства. На западном склоне, на высоте 1360 метров, находится Корикийская пещера, посвящённая местным нимфам и Пану.

## Местоположение

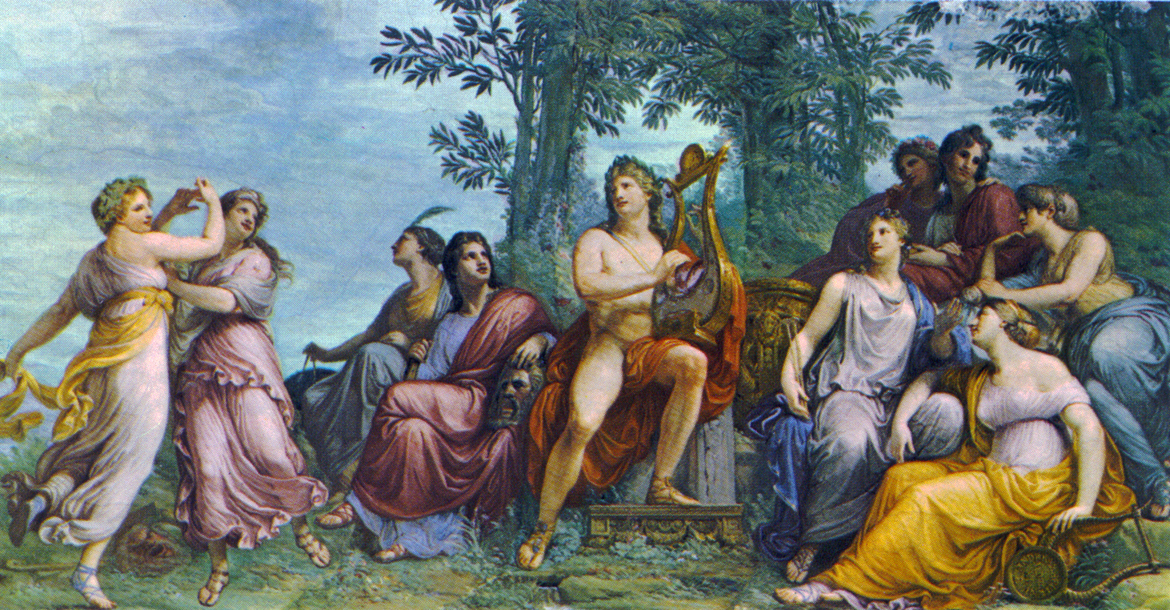
А. Аппиани. Парнас. Ок. 1811. Галерея современного искусства, Милан

В широком смысле под Парнасом разумеется горная цепь, начинающаяся от Эты и направляющаяся к юго-востоку, как граница Локриды и Беотии с Фокидой.
Высшая точка — Дельфийский Парнас, с вершинами Лиакура (греч. Λιάκουρα, в античную эпоху Люкорея (Λυκώρεια); 2457 м) и Геронтобрахос (Γεροντόβραχος — старая скала; 2395 м), вследствие чего он называется двухвершинным. Парнас покрыт лесом, а вершины его — снегом. При дельфийском храме было много ущелий и обрывов; у подножия крутого утёса Гиампеи находился известный Кастальский источник, посвящённый Аполлону и музам, вследствие чего и сам Парнас считался местопребыванием муз. В этом месте почитались музы Касталиды (Κασταλίδες) и музы Парнасиды (Παρνασσίδες).
По ущелью длиной 5 километров между Парнасом и горой Кирфи, расположенной к югу от Парнаса и к северу от Коринфского залива, протекает река Плистос. Склоны этого ущелья круто спускаются. По долине Плистоса проходила Схистийская дорога в Давлиду и Стириду.
Некоторые исследователи связывают этимологию названия с его догреческим происхождением, возможно, с языком лувийцев. Геологическая особенность Парнаса — его богатые залежи бокситов — привела к их систематической добыче с конца 1930-х годов, что привело к экологическому ущербу для части горы.

## Название
Название горы — догреческое по происхождению — тождественно названию древнего города в Каппадокии (близ Дегирменйолу в районе Шерефликочхисар), поэтому обычно относится учёными к анатолийскому субстрату. Слово выводят из хетт. parna- «дом», и трактуют название этой священной горы как «дом богов». Противники этой точки зрения доказывают, что по формальным причинам топоним относится не к хетто-лувийской, а к палеобалканской топонимической системе. Они связывают название горы с эпитетом Аполлона Παρνόπιος «саранчовый (отвратитель)» (от др.-греч. πάρνοψ, πάρνοπος «саранча»).

## Парнас в мифологии

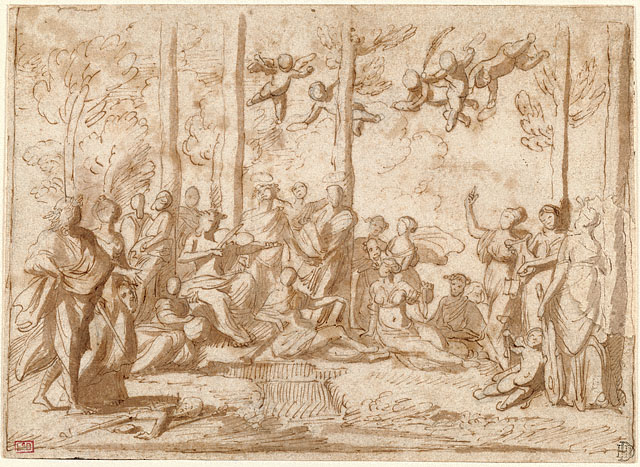
Н. Пуссен. Аполлон и музы на Парнасе. Ок. 1630

Гора Парнас считалась средоточием земли (ὀμφᾰλός γῆς), подобно тому, как Дельфы признавался центром панэллинского государства в религиозном отношении. Согласно преданию, когда глава олимпийской семьи богов Зевс (Диас) решил уничтожить испорченный человеческий род, наслав на него потоп, ставший известным как потоп Девкалиона, сын Прометея Девкалион, послушавшись совета отца, построил корабль для себя и своей жены Пирры. На 10-й день, после девятидневного непрерывного дождя, корабль пристал к Парнасу, где Девкалион принес жертву в честь отца богов и людей Зевса, который после этого исполнил желание Девкалиона возродить человеческий род.

## В культуре
Многовековая традиция метонимически именовать Парнасом сообщество обитающих на горе муз постепенно распространилась и на их питомцев — деятелей искусства, особенно поэтов. Это словоупотребление достигло пика в XIX веке с появлением французского литературного течения — поэтов-парнасцев, оказавших заметное влияние как на национальную литературную традицию, так и на зарубежных авторов (в частности, на Валерия Брюсова). Поздне́е понимание Парнаса как сообщества безусловно признанных литературных фигур было переосмыслено иронически — в частности, в названиях футуристического альманаха «Рыкающий Парнас» (1914) и сборника пародий «Парнас дыбом» (1925).
Название горы (Mont Parnasse) также было дано кварталу Парижа на левом берегу Сены, где художники и поэты собирались и читали свои стихи публично. Монпарнас в настоящее время является одним из самых известных кварталов города, и на его кладбище похоронены многие деятели культуры и искусства.
Парнас фигурирует в «Битве книг» Джонатана Свифта (1697) как место идеологической войны между древними и современными людьми.
По названию горы Карл Линней дал имя изящному растению Parnassia L..